# Carpano (azienda)
La Carpano era un'azienda torinese, produttrice di vermouth, ed è oggi un marchio appartenente al gruppo Distillerie fratelli Branca.

## Storia
Il vermouth, vino aromatizzato alla china, fu inventato nel 1786 da Antonio Benedetto Carpano, poi fondatore della ditta che porta il suo nome, a Torino dove gestiva una bottega di liquori sotto i portici di Piazza Castello.
 Il nome fu scelto riadattando il termine tedesco Wermut, che significa “assenzio” (Artemisia absinthium L.),  ma anche “amarezza”.
Oggi il marchio Carpano è prodotto e distribuito da Fratelli Branca Distillerie di Milano, ed include: Carpano Classico Vermuth, Carpano Bianco, Carpano Antica Formula e l'aperitivo Punt e Mes.